# 浙江中医薬大学
浙江中医薬大学（せっこうちゅういやくだいがく、英語: Zhejiang Chinese Medical University）は、中国浙江省杭州市に本部を置く中国の公立大学。1953年創立、1959年大学設置。
大学の略称は浙中医大。2020年11月時点では、学校の面積は約1000畝、建築面積は47万平方メートル、生徒数約18000余人、教職員1300余人。

## 沿革
1953年6月に設置された浙江省中医進修学校を起源とする。
1956年の初め、学校は杭州市の四宜亭に移転したが、同年下半期に杭州市慶春路にある浙江大学の跡地に再移転した。
1959年6月、浙江中医学院に改称し、正式に全日制の本科教育を開始した。
1960年4月と1970年7月の二度にわたり浙江医科大学に併合されたが、その後それぞれ1963年11月と1974年9月に再独立している。
1980年12月、浙江省人民政府は浙江省中医薬院を浙江省衛生庁直属の浙江中医薬学院に帰属させ、学校初の付属病院として認可した。
1997年の初めに銭塘江の南岸に、2000年3月には杭州市浜江高教園区に移転した。
2006年2月、「浙江中医薬大学」に改称。
2014年1月、杭州医学院（浜江校区）を併合した。
2015年9月、富春校区が竣工し、使用を開始した。

## 基礎データ
- 所在地
  - 浙江省杭州市浜江区浜文路548号
  - 浙江省杭州市富陽区百川街260号

- 校訓
  - 「求本遠志」。

- 校歌
  - 「浙江中医薬大学校歌」。作曲：金宇華。

## 組織
「学院」も「系」も日本の大学の学部にほぼ相当する。「学部」は「学院」と「系」の上の編成で、実体はなく、日本の「学部」とは位置付けが異なっている。妙訳がないのでそのまま記す。
- 第一臨床医学院
- 第二臨床医学院
- 第三臨床医学院（康復医学院）
- 第四臨床医学院
- 基礎医学院（公共衛生学院）
- 口腔医学院
- 薬学院
- 護理学院
- 医学技術学院
- 生命科学学院
- 人文・管理学院

## 附属機関

### 附属医院
- 浙江中医薬大学附属第一医院（浙江省中医院、浙江省東方医院）
- 浙江中医薬大学附属第二医院（浙江省新華医院）
- 浙江中医薬大学附属第三医院（浙江省中山医院）
- 浙江中医薬大学附属広興医院
- 浙江中医薬大学附属金華中医院
- 浙江中医薬大学附属寧波中医院
- 浙江中医薬大学附属中西医結合医院
- 浙江中医薬大学附属杭州第三医院
- 浙江中医薬大学附属杭州西渓医院
- 浙江中医薬大学附属腫瘤医院
- 浙江中医薬大学附属衢州中心医院
- 浙江中医薬大学附属嘉興中医院
- 浙江中医薬大学附属温州中医院
- 浙江中医薬大学附属杭州口腔医院
- 浙江中医薬大学附属富陽中医骨傷医院
- 浙江中医薬大学附属湖州中医院
- 浙江中医薬大学附属同徳医院
- 浙江中医薬大学附属紹興中医院
- 浙江中医薬大学附属温州中西医結合医院
- 浙江中医薬大学附属台州中西医結合医院
- 浙江中医薬大学附属舟山中医院
- 浙江中医薬大学浜江学院附属江南医院
- 浙江中医薬大学浜江学院附属富陽第一医院

## 大学の人物一覧

### 教授
- 学長：陳忠
- 党委書記：黄文秀